# Allyltriméthylsilane
L'allyltriméthylsilane est un composé organique de formule semi-développée CH2=CHCH2Si(CH3)3 qui consiste en un groupe allyle CH2=CHCH2– greffé sur un radical triméthylsilyle –Si(CH3)3. Il est utilisé comme réactif en synthèse organique où, par exemple, par réaction avec du n-butyllithium, il fournit le carbanion qui permet d'insérer par addition nucléophile un groupe allyle triméthylsilylé comme dans la synthèse du dodécaédrane. C'est également un silane allylique nucléophile couramment utilisé dans la réaction de Sakurai avec des composés carbonylés :

Schéma général d'une réaction de Sakurai avec l'allyltriméthylsilane.